# Али Джи в парламенте
«Али Джи в парламенте» (англ. Ali G Indahouse) — британо-французско-американский комедийный фильм 2002 года режиссёра Марка Майлода. Главную роль в фильме исполнил комик Саша Барон Коэн. Первый из четырёх фильмов, основанных на персонаже из цикла «Шоу Али Джи» — за ним следуют «Борат», «Бруно» и «Борат 2». Ещё это единственный из четырёх этих фильмов, который не является псевдокументальным и для которого писался полноценный сценарий.

## Сюжет
Али Джи — лидер вымышленной гангстерской банды Da West Staines Massiv. До них доходят сведения, что их притон — местный центр отдыха Джона Найка подлежит сносу. В знак протеста, Али Джи объявляет голодовку и приковал себя к перилам. Тогда его замечает заместитель премьер-министра Дэвид Карлтон, и Али Джи оказывается брошенным в мир политической коррупции, так как заместитель хочет использовать его для разрушения имиджа ненавидимого им премьер-министра. Али выдвигается в депутаты Стейнса и ему удаётся оттолкнуть большую часть электората. Во время дебатов, Али Джи пытается оскорбить своего оппонента, заявляя, что он «сосал у лошади».
Позже Али посещает таможенный пункт в Дувре в качестве делегата, составляющего отчёт. Благодаря своим стратегиям, таким как улучшение образования, обеспечению иммиграции привлекательных женщин в Великобританию и т. д., Али становится невероятно популярным и увеличивает свой рейтинг на 22 %. Али Джи сопровождает премьер-министра на конференцию в Генасамблею ООН, на совещание, направленное на предотвращение войны между Чадом и Буркина-Фасо. США и Россия поддерживают противоположные стороны и угрожают ядерной атакой. Али Джи пробирается в буфет и добавляет в чай для делегатов марихуану. От побочного эффекта, президенты Штатов и России становятся союзниками. Премьер заявляет, что Али спас мир. По возвращении в Великобританию Али вынужден покинуть парламент.
Прежде, чем центр отдыха будет снесён, появляется видеозапись, на которой Али Джи занимается сексом со своей девушкой в спальне премьер-министра. Поскольку на записи Али одет в одежду премьер-министра, в СМИ полагают, что на этом видео — и есть премьер-министр с проституткой, что вынудило его подать в отставку. В итоге Карлтон становится исполняющим обязанности премьер-министра Великобритании и приказывает разрушить центр отдыха. Он скупает всю недвижимость в Стейнсе, зная, что город будет разрушен для строительства нового терминала аэропорта «Хитроу», который принесёт ему большие деньги. Али Джи со своей бандой доказывают невиновность бывшего премьер-министра и он восстанавливается в должности.
Фильм заканчивается назначением Али британским послом на Ямайку, где Карлтон вынужден работать под руководством Джи.

## В ролях
- Саша Барон Коэн — Али Джи – Борат Сагдиев
- Чарльз Дэнс — заместитель премьер-министра
- Майкл Гэмбон — премьер-министр Великобритании
- Келли Брайт — Джулия
- Мартин Фримен — Рикки С
- Рона Митра — Кейт
- Эмилио Ривера — Рикко
- Даниэлла Левандер — Мэйд
- Джон Скотт Мартин — Мистер Джонсон

## Русский дубляж
- Михаил Пореченков — Али Джи
- Михаил Козырев— заместитель премьер-министра
- Владимир Родионов — Рикки С